# Reisig

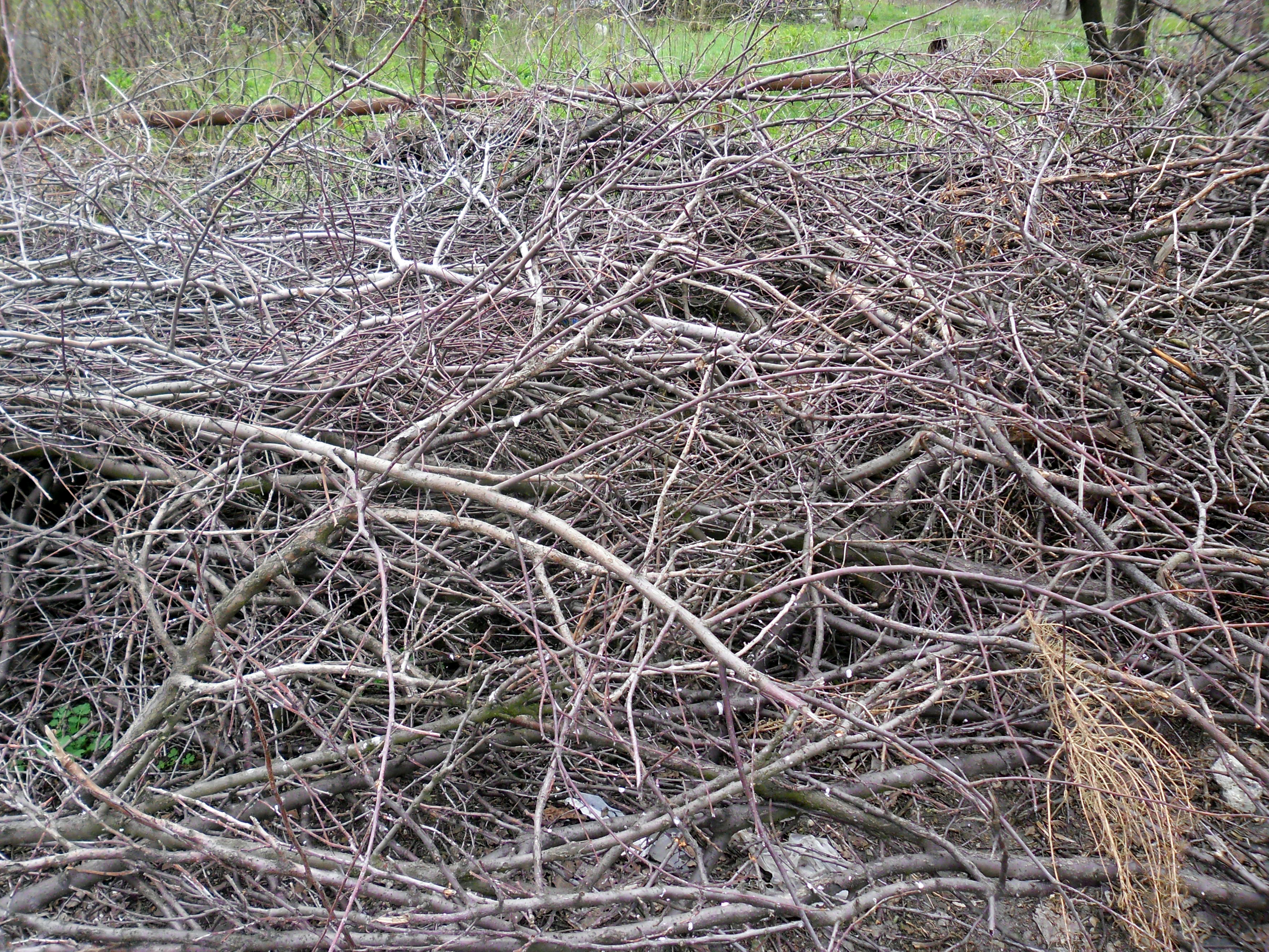
Reisig

Reisig ist eine allgemeinsprachliche Bezeichnung für dünne Zweige. Andere Bezeichnungen sind Reiser (Plural zu Reis „dünner Zweig“) und süddeutsch Wied. Forstwirtschaftlich steht Reisig jedoch für Reisigholz (Nichtderbholz) mit bis zu 7 cm Durchmesser, sofern es nicht Stangenholz (dünne, stehende Jungbäume) ist. In Österreich werden Äste und Schösslinge von Nadelholz als Grass bezeichnet.

## Verwendung

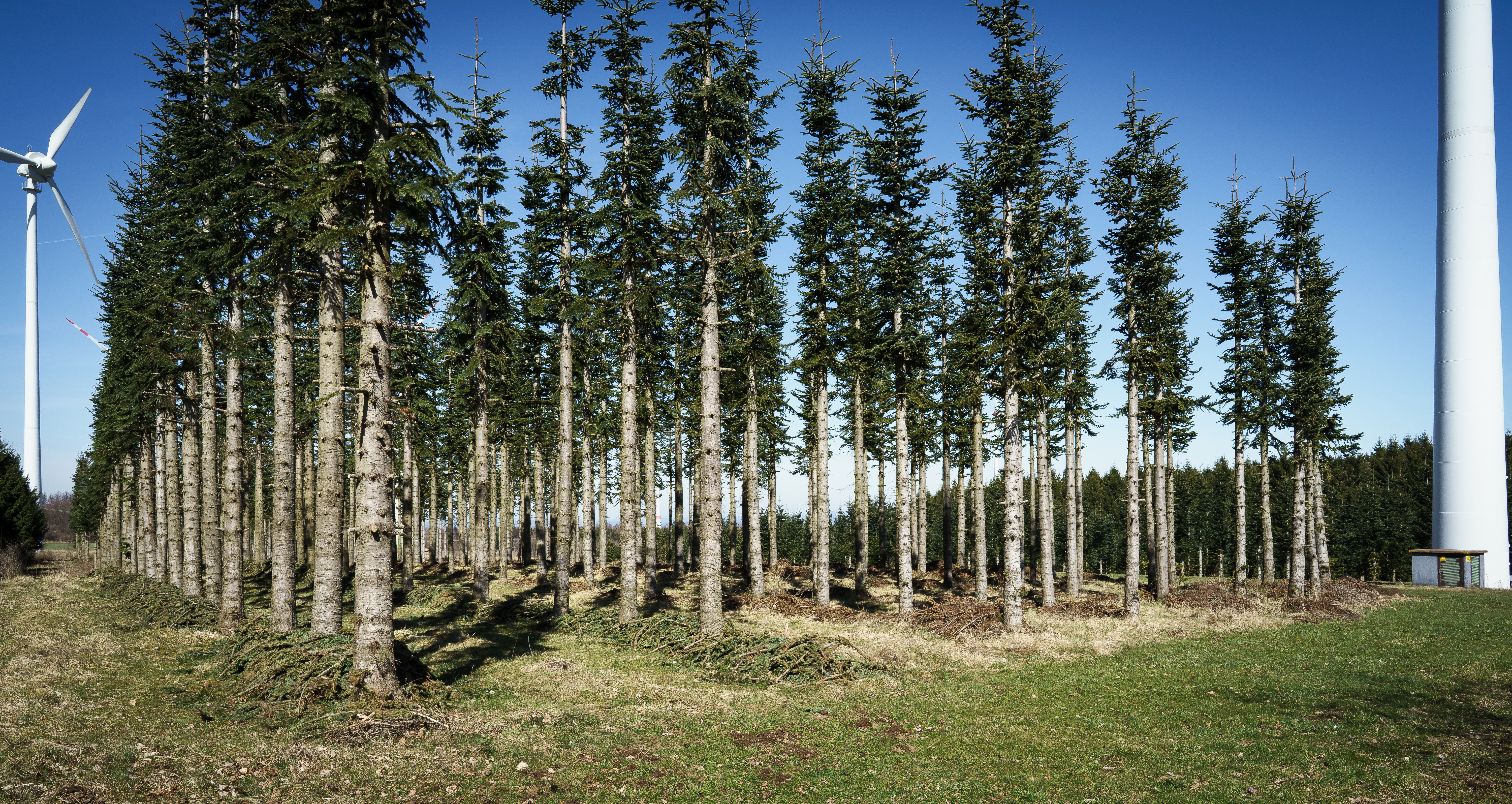
Gewinnung von Schnittreisig am Goldnen Steinrück, Vogelsberg

Reisig dient als Brennmaterial, hat allerdings keinen hohen Brennwert. Insbesondere Fichtenreisig eignet sich gut zum Feueranzünden. Es wird mehrfach zu einem faustgroßen Packen gefaltet und in der Hand angezündet. Ist das Reisig angebrannt, wird es unter das Brennmaterial gelegt. In vormals ärmeren Gegenden, wie zum Beispiel auf dem Großen Heuberg, wurde früher, um den geringen Brennwert zu kompensieren und die Lagerung zu vereinfachen, Reisig gesammelt und zu Reisbüschele gebündelt. Mit diesen Bündeln konnte beispielsweise ein Kachelofen beheizt werden.
Reisig wird auch zur Herstellung von Besen verwendet. Hierbei werden meistens Birkenreiser verwendet. Im Garten werden Reiser der Rotbuche als „Erbsenbraken“ (Rankhilfen für Erbsen) eingesetzt. In gebündelter Form als Faschine dient Reisig im Deich-, Böschungs- und Wasserbau nach wie vor als befestigendes Baumaterial.
Fichtenreis wird auch zum Abdecken von Gartenpflanzen über den Winter benutzt, um eine dämmende Lufthülle bei Schneefall zu schaffen. Insbesondere Wacholderreis wird zum Räuchern von Fleischwaren wie Speck verwendet. In der Pflanzenveredelung werden Edelreis oder Pfropfreiser zum Züchten eingesetzt. Reisigbündel von Laubbäumen wurden früher als Schaflaub zur Winterfütterung von Wildtieren und Hausschafen verwendet.

## Rechtliches
In Deutschland darf am Boden liegendes Reisig, abhängig von dem jeweils geltenden Kommunal- oder Landesrecht, im Wald von jedem gesammelt werden, ohne einen Waldfrevel zu begehen (im Gegensatz zum Holzschlagen). Im Land Berlin ist der Erwerb eines „Raff- und Leseholzscheines“ erforderlich. Hingegen ist im Freistaat Sachsen die Aneignung von Leseholz durch „pflegliche“ Entnahme zum persönlichen Bedarf erlaubt. In der Schweiz ist im Rahmen des Jedermannsrechts das Sammeln in haushaltsüblichen Mengen üblich, sofern keine weitergehenden Regelungen das verwehren.